# NGC 42
NGC 42 é uma galáxia elíptica (E-S0) localizada na direcção da constelação de Pegasus. Possui uma declinação de +22° 06' 03" e uma ascensão recta de 0 horas, 12 minutos e 56,3 segundos.
A galáxia NGC 42 foi descoberta em 30 de Outubro de 1864 por Albert Marth.